# Лемонт (Илиноис)
Лемонт (енгл. Lemont) град је у америчкој савезној држави Илиноис.

## Демографија
По попису из 2010. године број становника је 16.000, што је 2.902 (22,2%) становника више него 2000. године.
| Група             | 2000.          | 2010.          |
| Белци             | 12.469 (95,2%) | 14.719 (92,0%) |
| Афроамериканци    | 40 (0,3%)      | 58 (0,4%)      |
| Азијати           | 107 (0,8%)     | 260 (1,6%)     |
| Хиспаноамериканци | 393 (3,0%)     | 822 (5,1%)     |
| Укупно            | 13.098         | 16.000         |